# Quo vadis (Bodorová)
Quo vadis je soudobá opera české skladatelky Sylvie Bodorové která vznikla  na objednávku Divadla J. K. Tyla v Plzni. Zde měla opera i svou světovou premiéru a to 11. června 2022. Libreto opery, na kterém se vedle skladatelky podílel i operní režisér Martin Otava, vychází ze stejnojmenného románu Henryka Sienkiewicze z roku 1895 a z děl antických autorů Tacita, Suetonia a Petronia.

## Osoby
- Nero, císař (tenor)
- Poppea, císařova žena (soprán)
- Agrippina, císařova matka (soprán)
- Marcus Vinicius (tenor)
- Lygie, Markova láska, později jeho žena (soprán)
- Petronius, arbiter elegantiarum (bas)
- Euniké, Petroniova družka (soprán)
- Tigellinus, velitel pretoriánské gardy (bas)
- Apoštol Petr, (bas)
- Chilón, zpěvák (tenor)
- Lucius Sextues, pretoriánský voják (bas)
- Herold, ceremoniář (baryton)
- Flavius, tanečník (baletní role)
- Livius, tanečník (baletní role)
- Nazarius, křesťanský chlapec
- Hlas Ježíše
- Hlas ze záhrobí 1
- Hlas ze záhrobí 2